# Mamuka Tawakalaschwili

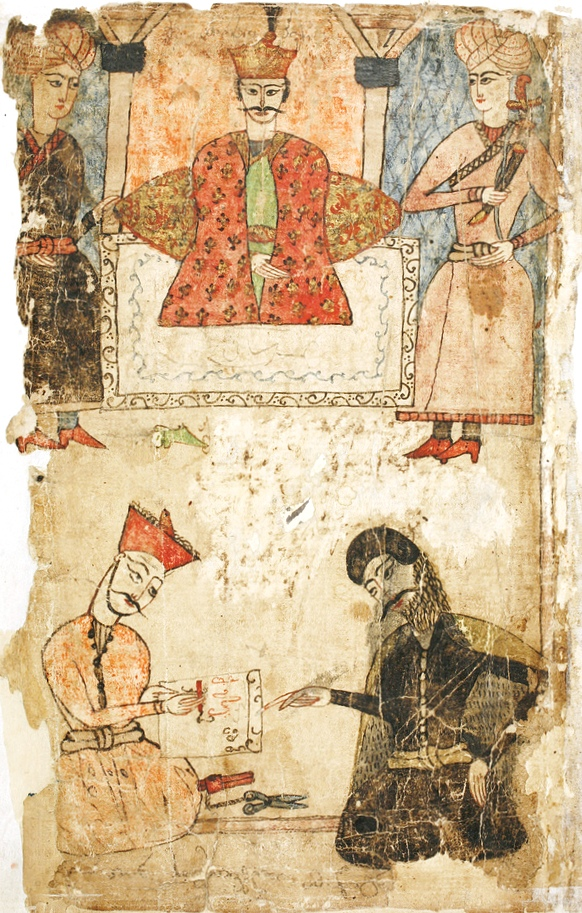
Tavakalashvilis Gemälde. Oben: Fürst Levan Dadiani. Unten rechts: Schota Rustaweli. Unten links: Selbstporträt von Tavakalashvili

Mamuka Tawakalaschwili, manchmal auch Tawakaraschwili (georgisch მამუკა თავაქალაშვილი oder თავაქარაშვილი) war ein georgischer Dichter, Kalligraph und Kunstmaler aus 17. Jahrhundert. Für einige Zeit war er der Sekretär des Königs von Imeretien.

## Biografie
Tawakalaschrilis Biografie ist nur fragmentarisch bekannt. 1634 wurde er in Mingrelien infolge der Schlachten in Georgien in den 1630er Jahren gefangen genommen. König Giorgi III. von Imeretien und König Teimuras I. von Kachetien führten Krieg gegen König Rostom von Kartlien und den Fürsten von Mingrelien Lewan II. Dadiani. Während seiner Gefangenschaft beschäftigte er sich mit literarischer und kalligrafischer Arbeit am Hof von Levan II. Dadiani. 
Tawakalaschwili ist Autor einer poetischen Übersetzung der 5. Sage von Schāhnāme (Ẓahhāk) ins Georgische. Seine Übersetzung verwendet jedoch eine bereits existierende nicht-poetische Übersetzung. Das berühmteste der von ihm niedergeschriebenen Manuskripte ist das 1646 kopierte Manuskript des georgischen Epos „Der Recke im Tigerfell“. Das Manuskript wird heute im Georgischen Nationalen Handschriftenzentrum aufbewahrt. Es ist mit 39 Illustrationen verziert, deren Autor Tawakalaschwili selbst ist. Neben den Abbildungen des Epos enthält das Manuskript ein Bild des Auftraggebers Lewan Dadiani, des Autors des Epos Schota Rustaweli und des Kunstmalers selbst. Der Dichter Rustaweli ist nur in einem Schnurrbart gemalt, später hat aber jemand einen Vollbart mit Tinte gemalt. 
Tawakalaschwilis Malerei scheint von der georgischen Volkskunst beeinflusst zu sein. Kunstwissenschaftler bemerken, dass der Maler Westgeorgien im 17. Jahrhundert in den Illustrationen von Rustawelis Epos darstellte. Trotz seiner Autodidaktik ist Tawakalaschwili ein sehr erfahrener Künstler, seine Kalligraphie zeichnet sich durch eine akzentuierte Dekoration aus.